# Ulrik Munther

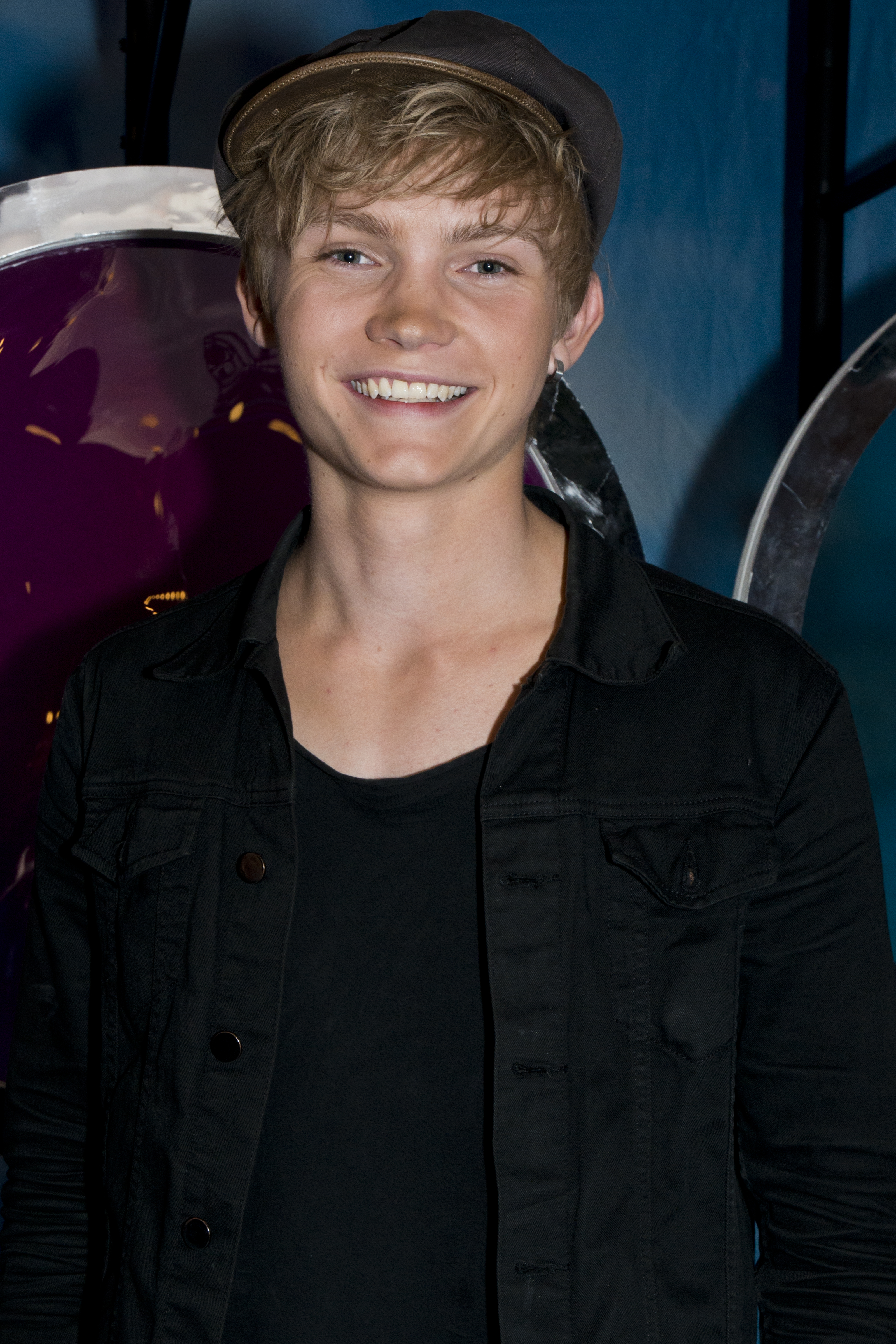
Ulrik Munther (2013)

Jens Ulrik Munther (* 18. Februar 1994 in Kungsbacka) ist ein schwedischer Sänger, Songwriter und Multi-Instrumentalist.

## Leben
Munther wuchs in Kungsbacka, einer Gemeinde in der Provinz Hallands län auf. 2009 vertrat er Schweden bei dem MGP Nordic und erzielte den ersten Platz. 2011 erschien unter seinem Künstlernamen „Ulrik Munther“ das gleichnamige Debütalbum. Im Februar 2012 nahm Ulrik Munther am Melodifestivalen, dem schwedischen Vorentscheid zum Eurovision Song Contest, teil, kam ins Finale und belegte dort den dritten Platz. Er spielt Gitarre, Mundharmonika, Klavier und Schlagzeug.

## Diskografie

### Alben
| Jahr | Titel Musiklabel                    | Höchstplatzierung, Gesamtwochen, AuszeichnungChartsChartplatzierungen (Jahr, Titel, Musiklabel, Platzierungen, Wochen, Auszeichnungen, Anmerkungen) | Anmerkungen                           |
| Jahr | Titel Musiklabel                    | SE | Anmerkungen                           |
| ---- | ----------------------------------- | --- | ------------------------------------- |
| 2011 | Ulrik Munther Universal Music       | SE1 Gold · (21 Wo.)SE | Erstveröffentlichung: 24. August 2011 |
| 2013 | Rooftop Universal Music             | SE4 (6 Wo.)SE |                                       |
| 2015 | Allt jag ville säga Universal Music | SE3 (12 Wo.)SE |                                       |

### Singles
| Jahr | Titel Album                     | Höchstplatzierung, Gesamtwochen, AuszeichnungChartsChartplatzierungen (Jahr, Titel, Album, Platzierungen, Wochen, Auszeichnungen, Anmerkungen) | Anmerkungen |
| Jahr | Titel Album                     | SE | Anmerkungen |
| ---- | ------------------------------- | --- | ----------- |
| 2011 | Boys Don’t Cry Ulrik Munther    | SE31 Gold · (4 Wo.)SE |             |
| 2012 | Soldiers Melodifestivalen 2012  | SE6 Platin · (12 Wo.)SE |             |
| 2013 | Tell The World I’m Here Rooftop | SE11 Gold · (7 Wo.)SE |             |

Weitere Singles
- 2009: En vanlig dag (Gewinner des Lilla Melodifestivalen und MGP Nordic)
- 2009: Life
- 2011: Born This Way (Coverversion von Lady Gaga)
- 2011: Moments Ago
- 2011: Sticks and Stones
- 2011: The Box
- 2012: Fool

### Gastbeiträge
- 2011: Je t’ai menti (J’irai; mit Caroline Costa)